# Анпілогова Марія Ігорівна
Марія Миколаївна Анпілогова (нар. 17 червня 2002) — українська футболістка, воротар одеського «Сістерс».

## Життєпис
У сезоні 2017/18 років виступала за футзальний клуб «Оріон-Авто» (Миколаїв). Навесні 2018 року потрапила до заявки футбольного клубу «Ніки». У Першій лізі України дебютувала 3 червня 2018 року в нічийному (2:2) виїзному поєдинку проти «Багіри». Марія вийшла на поле в стартовому складі та відіграла увесь матч. Проте вище вказаний поєдинок так і залишився єдиним для Марії Анпілогової у сезоні. Навесні 2019 року перебралася в «Дніпро-1». У футболці дніпровського клубу дебютувала 19 квітня 2019 року в програному (0:19) виїзному поєдинку проти «Житлобуду-2». Анпілогова вийшла на поле в стартовому складі, а на 47-й хвилині була замінена. У сезоні 2018/19 років виходила на поле в 2-х поєдинках Вищої ліги України. Влітку 2019 році повернулася до «Ніки». У команді основною футболісткою так і не стала, за два сезони зіграла 6 матчів у Вищій лізі України.
13 липня 2021 року уклала контракт з «Кривбасом». З вересня 2022 року по червень 2023 року знаходилася у оренді в ЖФК «Маріуполь», де зіграла у 17 матчах та пропустила 44 м'ячі, при цьому чотири рази залишивши ворота сухими. Після закінчення контракту з «Кривбасом» у липні 2023 року, підписала контракт з одеським «Сістерс» та взяла собі ігровий номер 81.